# Chặng đua MotoGP San Marino 2021
Chặng đua MotoGP San Marino 2021 (tên chính thức Gran Premio Octo di San Marino e della Riviera di Rimini 2021) là chặng đua thứ 14 của Giải đua xe MotoGP 2021. Chặng đua được tổ chức ở trường đua Misano, Ý từ ngày 17 tháng 09 đến ngày 19 tháng 09 năm 2021. Người chiến thắng là tay đua Francesco Bagnaia của đội đua Ducati.

## Diễn biến chính
Francesco Bagnaia giành pole, đã dẫn đầu từ đầu đến cuối để giành chiến thắng thứ hai liên tiếp. Ở cuối cuộc đua, Bagnaia chịu áp lực từ Fabio Quartararo, người đã vượt qua Jack Miller. Cuối cuộc đua, Miller còn để mất podium vào tay Enea Bastianini, đây là podium đầu tiên của Bastianini.

## Kết quả
| Stt                                 | Số xe | Tay đua           | Xe      | Lap | Thời gian | Xuất phát | Điểm |
| ----------------------------------- | ----- | ----------------- | ------- | --- | --------- | --------- | ---- |
| 1                                   | 63    | Francesco Bagnaia | Ducati  | 27  | 41:48.305 | 1         | 25   |
| 2                                   | 20    | Fabio Quartararo  | Yamaha  | 27  | +0.364    | 3         | 20   |
| 3                                   | 23    | Enea Bastianini   | Ducati  | 27  | +4.789    | 12        | 16   |
| 4                                   | 93    | Marc Márquez      | Honda   | 27  | +10.245   | 7         | 13   |
| 5                                   | 43    | Jack Miller       | Ducati  | 27  | +10.469   | 2         | 11   |
| 6                                   | 36    | Joan Mir          | Suzuki  | 27  | +10.325   | 11        | 10   |
| 7                                   | 44    | Pol Espargaró     | Honda   | 27  | +13.234   | 6         | 9    |
| 8                                   | 41    | Aleix Espargaró   | Aprilia | 27  | +15.698   | 8         | 8    |
| 9                                   | 33    | Brad Binder       | KTM     | 27  | +16.129   | 17        | 7    |
| 10                                  | 30    | Takaaki Nakagami  | Honda   | 27  | +18.519   | 13        | 6    |
| 11                                  | 51    | Michele Pirro     | Ducati  | 27  | +20.373   | 14        | 5    |
| 12                                  | 5     | Johann Zarco      | Ducati  | 27  | +21.066   | 5         | 4    |
| 13                                  | 12    | Maverick Viñales  | Aprilia | 27  | +21.258   | 10        | 3    |
| 14                                  | 6     | Stefan Bradl      | Honda   | 27  | +28.142   | 18        | 2    |
| 15                                  | 73    | Álex Márquez      | Honda   | 27  | +30.686   | 19        | 1    |
| 16                                  | 9     | Danilo Petrucci   | KTM     | 27  | +32.654   | 22        |      |
| 17                                  | 46    | Valentino Rossi   | Yamaha  | 27  | +33.853   | 23        |      |
| 18                                  | 21    | Franco Morbidelli | Yamaha  | 27  | +36.272   | 16        |      |
| 19                                  | 10    | Luca Marini       | Ducati  | 27  | +36.839   | 15        |      |
| 20                                  | 88    | Miguel Oliveira   | KTM     | 27  | +37.202   | 21        |      |
| 21                                  | 4     | Andrea Dovizioso  | Yamaha  | 27  | +42.587   | 24        |      |
| Ret                                 | 42    | Álex Rins         | Suzuki  | 17  | Tai nạn   | 9         |      |
| Ret                                 | 27    | Iker Lecuona      | KTM     | 14  | Tai nạn   | 20        |      |
| Ret                                 | 89    | Jorge Martín      | Ducati  | 10  | Tai nạn   | 4         |      |
| BÁO CÁO CHÍNH THỨC CHẶNG ĐUA MOTOGP |       |                   |         |     |           |           |      |

Nguồn: Trang chủ MotoGP

## Bảng xếp hạng sau chặng đua
Dưới đây là bảng xếp hạng top 5 tay đua, xưởng đua và đội đua:
|  | Stt | Tay đua           | Điểm |
|  | --- | ----------------- | ---- |
|  | 1   | Fabio Quartararo  | 234  |
|  | 2   | Francesco Bagnaia | 186  |
|  | 3   | Joan Mir          | 167  |
|  | 4   | Johann Zarco      | 141  |
|  | 5   | Jack Miller       | 140  |

|  | Stt | Xưởng đua | Điểm |
|  | --- | --------- | ---- |
|  | 1   | Ducati    | 275  |
|  | 2   | Yamaha    | 262  |
|  | 3   | Suzuki    | 184  |
|  | 4   | KTM       | 178  |
|  | 5   | Honda     | 148  |

|  | Stt | Đội đua                      | Điểm |
|  | --- | ---------------------------- | ---- |
|  | 1   | Monster Energy Yamaha MotoGP | 329  |
|  | 2   | Ducati Lenovo Team           | 326  |
|  | 3   | Team Suzuki Ecstar           | 235  |
|  | 4   | Pramac Racing                | 216  |
|  | 5   | Red Bull KTM Factory Racing  | 211  |